# Renfrewshire
Renfrewshire, oficialment Comtat de Renfrew, és un comtat d'Escòcia. De manera oficial, aquesta regió forma part d'un comtat tradicional i d'una àrea comandada escocesa. El comtat va ser, així mateix, una divisió administrativa per al govern local fins al 1975, i entre 1890 i 1975 va tenir el seu propi consell electe. Des del 1975 va ser administrat com un districte de la recentment creada regió de Strathclyde.

## Història
El Renfrewshire històric comprenia les zones de Renfrewshire, East Renfrewshire i Inverclyde, cadascuna de les quals es correspon amb els districtes de Strathclyde: Renfrew, Eastwood i Inverclyde. Va tenir els seus orígens en el senyoriu de Strathgryfe, de la Casa d'Estuard.
Renfrewshire com a comtat tradicional va incloure moltes zones annexades i perifèriques de Glasgow en els anys 1920.